# Isaías (prenome)
Isaías a versão portuguesa e espanhola derivada do nome hebraico do personagem bíblico Isaías. 
Pessoas notáveis com este nome incluem: 
- Isaías de Constantinopla (falecido em 1332), Patriarca Ecumênico de Constantinopla de 1323 a 1332
- Isaias Afwerki (nascido em 1942), primeiro e atual presidente da Eritreia
- Isaías Benedito da Silva (1921-1947), futebolista brasileiro
- Isaías Carrasco (1964–2008), político basco
- Isaías D'Oleo Ochoa (nascido em 1980), poeta da Costa Rica
- Isaías Duarte Cancino (1939–2002), padre católico colombiano e arcebispo de Cali
- Isaias W. Hellman (1842–1920), banqueiro e filantropo americano nascido na Alemanha e pai fundador da Universidade do Sul da Califórnia
- Isaías Marques Soares (nascido em 1963), futebolista brasileiro
- Isaías Medina Angarita (1897–1953), presidente da Venezuela de 1941 a 1945
- Isaías de Noronha (1874–1963), almirante brasileiro e membro da junta que governou o Brasil em 1930
- Isaías Rodríguez (nascido em 1942), político venezuelano, diplomata e advogado, vice-presidente da Venezuela em 2000
- Isaías Samakuva (nascido em 1946), político angolano
- Isaías Sánchez (nascido em 1987), jogador de futebol espanhol